# Fran Krsto Frankopan

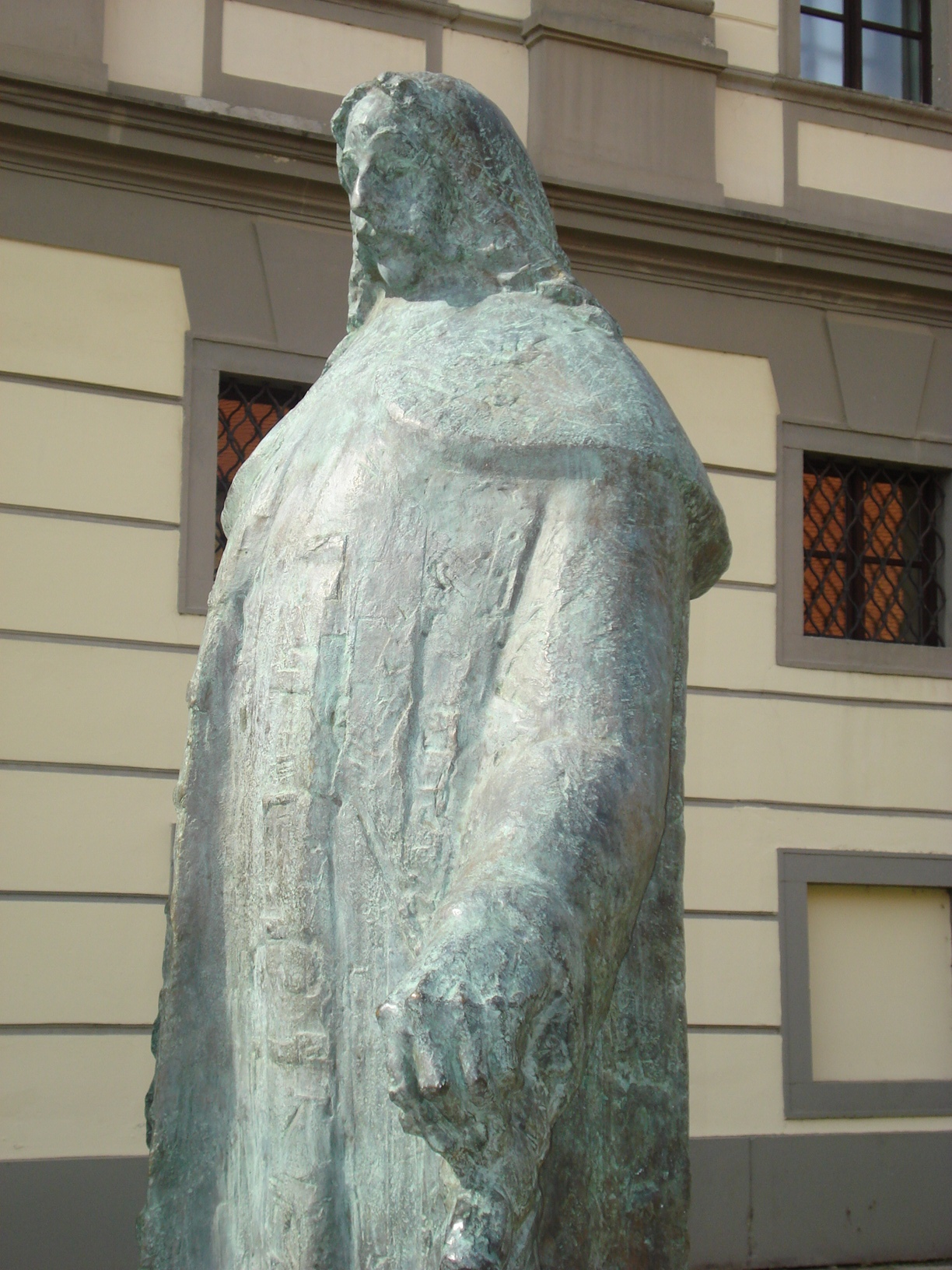
Staty i Čakovec föreställande Fran Krsto Frankopan.

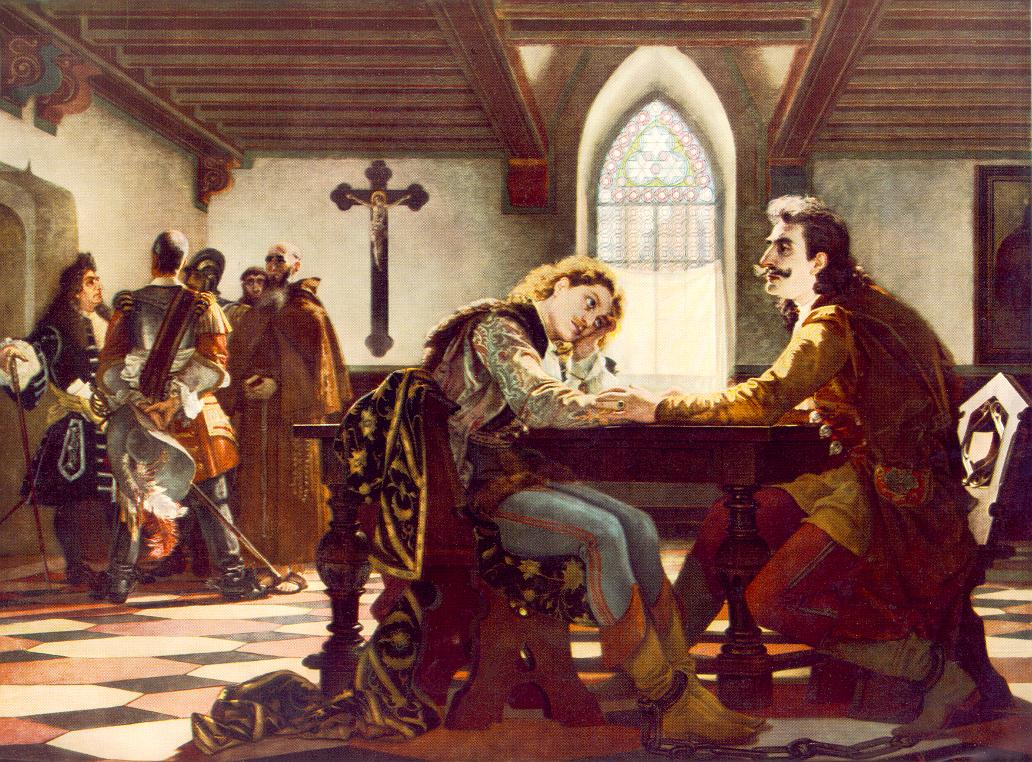
Målning föreställande Fran Krsto Frankopan och Petar Zrinski.

Fran Krsto Frankopan, född 4 mars 1643 i Bosiljevo i Habsburgska riket (dagens Kroatien), död 30 april 1671 i Wiener Neustadt i Habsburgska riket (dagens Österrike), var en inflytelserik kroatisk adelsman, poet och militär.
Han utbildade sig i Zagreb och Italien där han även träffade sin hustru, adelskvinnan Juliana de Naro.
På befallning av Leopold I avrättades han 1671 i Wiener Neustadt tillsammans med sin svåger Petar Zrinski. De båda anklagades för att vara anstiftarna till vad som kom att kallas Zrinski-Frankopankonspirationen. Hans död innebar att familjen Frankopan dog ut på svärdssidan.

## Kulturarv
1907 flyttade Brödraskapet kroatiska drakens bröder hans kvarlevor från Wiener Neustadt i Österrike till katedralen i Zagreb. Fran Krsto Frankopan är tillsammans med Petar Zrinski avbildade på 5-kuna sedeln.